# Slagøya
Slagøya est une île norvégienne du comté de Hordaland appartenant administrativement à Bømlo.

## Description
Rocheuse et désertique, elle s'étend sur environ 326 m de longueur pour une largeur approximative de 258 m. 